# Begraafplaats van Ieper
De Begraafplaats van Ieper ligt ongeveer 800 m ten oosten van de Grote Markt in de Belgische stad Ieper, langs de weg die loopt vanaf de Menenpoort naar Zonnebeke.
Deze begraafplaats bestaat uit drie delen:
- een oud burgerlijk gedeelte waarin enkele perken met Britse oorlogsgraven uit de Eerste Wereldoorlog liggen - bij de Commonwealth War Graves Commission geregistreerd als Ypres Town Cemetery.[1][2]
- een nieuw gedeelte waarin zich een perk bevindt met Belgische gesneuvelden uit beide wereldoorlogen.
- een derde gedeelte bevindt zich tussen de twee vorige, en bevat enkel Britse gesneuvelden uit de Eerste- en Tweede Wereldoorlog. Deze begraafplaats is bij de CWGC gekend als Ypres Town Cemetery Extension.[3][4]

## Bekend persoon
- op de begraafplaats ligt Pierre Vandenbraambussche begraven. Hij was de initiatiefnemer en eerste voorzitter van het Last Post Committee. (Sedert 1999 omgevormd tot Last Post Association).

## Belgische oorlogsgraven

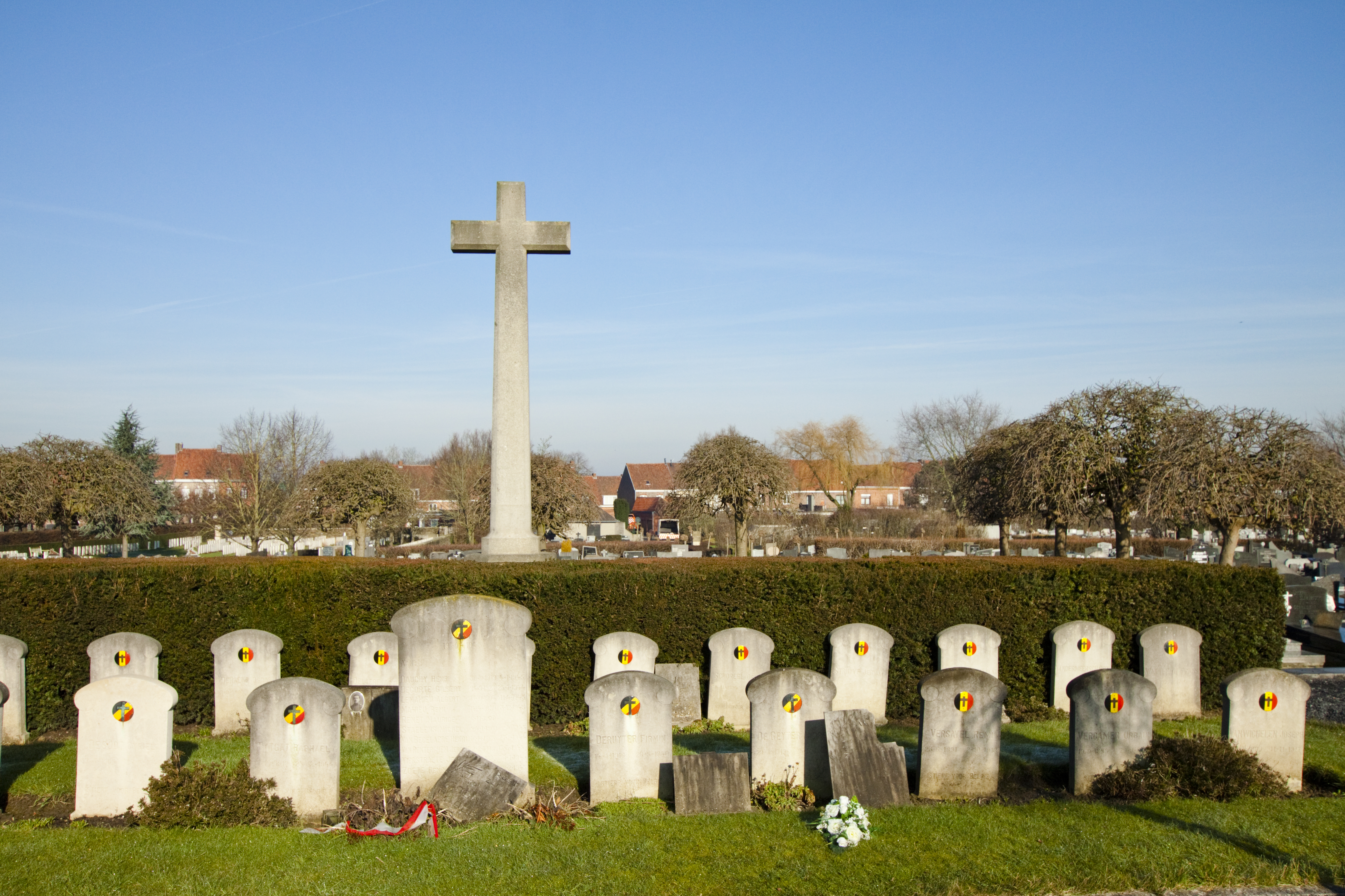
Belgische oorlogsgraven

Het perk met de Belgische gesneuvelden bevat 23 graven van Ieperlingen. Hiervan zijn er 16 met slachtoffers die omkwamen in de Eerste Wereldoorlog en 7 in de Tweede Wereldoorlog. Op een gedenksteen staan de namen van 10 politieke gevangenen die tijdens de Tweede Wereldoorlog in Duitsland stierven.

## Ypres Town Cemetery
Op de begraafplaats liggen verschillende perken met Britse gesneuvelden uit de Eerste Wereldoorlog. Deze perken liggen verspreid tussen de burgerlijke graven en hebben samen een oppervlakte van 493 m². De graven worden onderhouden door de Commonwealth War Graves Commission, die de begraafplaats heeft ingeschreven als Ypres Town Cemetery.
Er liggen 144 Britten (waaronder 9 niet geïdentificeerde), en 1 Indiër begraven.
- Een 50-tal medewerkers van de Commonwealth War Graves Commission (vroeger de Imperial War Graves Commission genoemd) liggen hier ook begraven.

### Geschiedenis
Ieper is gedurende de hele oorlog in geallieerde handen gebleven. Het front vormde een uitstulping (zgn. Ieperboog) in het bezette gebied, waardoor de stad bijzonder kwetsbaar was voor de onophoudelijke vijandelijke beschietingen. Dit was de oorzaak van de totale vernietiging van Ieper. De stedelijke begraafplaats van Ieper werd van oktober 1914 tot mei 1915 gebruikt voor het begraven van gesneuvelden. In 1918 werd nog 1 militair begraven. Enkele dagen na het begin van de bijzettingen op deze begraafplaats werd ook gestart met de aanleg van de aansluitende uitbreiding .
De begraafplaats is opgenomen in de lijst van het Bouwkundig Erfgoed.

### Graven

#### Onderscheiden militairen
- Prins Maurice Victor Donald of Battenberg, luitenant bij het 1st King's Royal Rifle Corps, was een kleinzoon van koningin Victoria. Hij werd vereerd met de titel van Knight Commander of the Royal Victorian Order (KCVO). Hij was 23 jaar toen hij sneuvelde op 27 oktober 1914 tijdens gevechten nabij Broodseinde. Zijn neven (zonen van de Duitse keizer Wilhelm II) vochten aan Duitse zijde.
- Charles George Francis Mercer-Nairne, majoor bij de 1st (Royal) Dragoons en William George Sidney Cadogan, majoor bij de 10th (Prince of Wales's Own Royal) Hussars werden vereerd met het lidmaatschap van de Royal Victorian Order (MVO).
- Albert Alexander Leslie Stephen, kapitein adjudant bij de Scots Guards werd onderscheiden met de Distinguished Service Order (DSO).
- luitenant Edmund Wilkinson en sergeant-majoor Edward James King werden onderscheiden met de Distinguished Conduct Medal (DCM).

#### Minderjarige militair
- Logan Studley, luitenant bij het East Yorkshire Regiment was 17 jaar toen hij op 25 oktober 1914 sneuvelde.

## Ypres Town Cemetery Extension
Bij de oorspronkelijke begraafplaats is een extensie aangelegd. Deze rechthoekige begraafplaats heeft een oppervlakte van 2.725 m² en werd ontworpen door Reginald Blomfield, in samenwerking met Wilfred Von Berg. De Commonwealth War Graves Commission staat in voor het onderhoud. Het Cross of Sacrifice staat achteraan bij de zuidelijke korte zijde en tegen de oostelijke muur staat de Stone of Remembrance. Deze begraafplaats ligt binnen het terrein van de Begraafplaats van Ieper en is enkel door een haag en een bakstenen muur daarvan gescheiden. Deze extensie is door de Commonwealth War Graves Commission ingeschreven als Ypres Town Cemetery Extension.
Er liggen 600 doden uit de Eerste en 44 doden uit Tweede Wereldoorlog begraven.

### Geschiedenis
Deze begraafplaats lag tijdens de hele Eerst Wereldoorlog binnen de Ieperboog.
Kort nadat men begin oktober 1914 begonnen was met bijzettingen op de Begraafplaats van Ieper, startte men ook met het begraven van doden op de plaats die Ypres Town Cemetery Extension zou worden genoemd. Deze Extension werd gebruikt tot april 1915. In 1918 werden nog twee slachtoffers bijgezet. Na de wapenstilstand werden hier nog 367 slachtoffers begraven die afkomstig waren van de slagvelden ten oosten en noordoosten van Ieper en van kleinere begraafplaatsen uit de omgeving. Deze waren Dragoon Farm Cemetery in Ieper, La Premiere Borne in Ieper en Ypres Benedictine Convent Grounds, eveneens in Ieper.
Bij de 600 doden uit de Eerste Wereldoorlog zijn er 568 Britten (waarvan 137 niet geïdentificeerde), 13 Australiërs, 15 Canadezen, 1 Indiër, 1 Zuid-Afrikaan en 2 onbekende Duitsers. Voor 13 Britten werden Special Memorials opgericht omdat men hun graven niet meer kon lokaliseren en aanneemt dat ze zich onder de naamloze graven bevinden.
Bij de slachtoffers uit de Tweede Wereldoorlog zijn er 42 Britten (waarvan 13 niet geïdentificeerde), 1 Canadees en 1 Tsjecho-Slowaak.
Deze begraafplaats is opgenomen in de lijst van het Wereldoorlog Erfgoed.

### Graven
- Karel Pavlik[8] was een Tsjecho-Slowaak die als vrijwilliger dienst nam als sergeant bij de Royal Air Force. Hij maakte deel uit van het 313e (Tsjecho-Slowaakse) Squadron toen hij werd neergeschoten op 5 mei 1942. Hij was 24 jaar.

#### Onderscheiden militairen
- Frederic Walter Kerr, kolonel bij de Gordon Highlanders; Arthur Jex Blake Percival, luitenant-kolonel bij de Northumberland Fusiliers; Hugh Wordsworth Atlay, majoor bij de Royal Field Artillery en John Hammon Massie, majoor bij de Royal Garrison Artillery werden onderscheiden met de Distinguished Service Order (DSO).
- kapitein Thomas Avery, de sergeant-majoors Frank Henry Clay en Albert Cox, korporaal J.A. McGovern en pionier G.P. Burns werden onderscheiden met de Distinguished Conduct Medal (DCM).
- de sergeanten George Douglas Buchan, Harold Vernon Wood, de korporaals F.T. Gibson en J.W. Sunter en soldaat P.Daly ontvingen de Military Medal (MM).
- sergeant Jamis McIlroy ontving tweemaal de Military Medal (MM and Bar).

#### Minderjarige militair
- pionier Owen John Owen van de Royal Engineers was 17 jaar toen hij sneuvelde.

#### Aliassen
- luitenant Lord Charles Sackville Pelham diende onder het alias Lord Worsley bij de Royal Horse Guards. Hij was de zoon van Charles Alfred Worsley Pelham, 4de graaf van Yarborough. Hij sneuvelde op 30 oktober 1914 in de omgeving van Zandvoorde. Hij was 27 jaar.
- kanonnier Walter Charles Rex diende onder het alias W.C. Ricks bij de Royal Field Artillery.
- soldaat Myer Morris Rogozinski diende onder het alias M. Rosen bij het Yorkshire Regiment.

#### Herbegraven militairen
- Op 20 april 2016 werden zes slachtoffers uit de Eerste Wereldoorlog met militaire eer herbegraven. Zij werden tijdens werkzaamheden in de wijk De Vloei in Ieper gevonden. Twee van hen konden door middel van DNA-onderzoek geïdentificeerd worden als Joseph William Rowbottom en Albert William Venus, allebei behorende tot de Royal Field Artillery.[9]